# روسكو لويد بابكوك
روسكو لويد بابكوك (بالإنجليزية: Roscoe Lloyd Babcock)‏ هو رسام أمريكي، ولد في 14 نوفمبر 1897، وتوفي في 11 يونيو 1981.